# Maria Gangloff
Maria Gangloff,  geborene Neßler, (* 16. Februar 1951 in Eythra) ist eine deutsche Politikerin (SED, PDS, heute Die Linke). Sie war von 1990 bis 2001 Abgeordnete im Landtag von Sachsen.

## Leben
Gangloff beendete 1967 die Polytechnische Oberschule in Zwenkau und absolvierte 1969 eine Lehre als Elektromonteurin. Sie arbeitete in diesem Beruf bis 1974 und übernahm danach bis 1990 hauptamtliche Wahlfunktionen im Rat der Stadt Böhlen. Während dieser Tätigkeit besuchte sie von 1975 bis 1980 die Fachschule für Staatswissenschaften und studierte im Anschluss von 1981 bis 1986 an der Akademie für Staats- und Rechtswissenschaften Potsdam-Babelsberg, welche sie als Diplomstaatswissenschaftlerin beendete. Seit September 1990 betreibt sie eine Sportagentur.

## Politik
Gangloff trat 1973 der SED bei und war zunächst Abgeordnete des Stadtparlamentes von Böhlen. Sie war von 1976 bis 1986 stellvertretende Bürgermeisterin und später von 1986 bis 1990 auch Bürgermeisterin der Stadt. Bei der Landtagswahl 1990 zog sie das erste Mal über die Landesliste der PDS in den sächsischen Landtag ein, in den sie auch in den folgenden zwei Legislaturperioden jeweils immer über die Landesliste einziehen konnte. Unter anderem war sie Mitglied im Petitionsausschuss und Schatzmeisterin der PDS-Fraktion. In der dritten Wahlperiode war sie Vorsitzende des Petitionsausschusses. Gangloff war zudem Mitglied im Vorstand des Rosa Luxemburg Vereins e.V.
Nachdem sie 1994 vergeblich für das Bürgermeisteramt in Böhlen kandidiert hatte, wurde sie am 24. Juni 2001 in der Stichwahl mit 54,6 % der Stimmen zur Bürgermeisterin gewählt, in welchem Amt sie am 8. Juni 2008 ohne Gegenkandidaten mit 98,1 % der gültigen Stimmen bestätigt wurde. Nach ihrem Amtsantritt als Bürgermeisterin schied sie am 31. August 2001 aus dem Landesparlament aus; als Nachfolgerin rückte Kerstin Köditz nach.
2004 war Maria Gangloff für die PDS Mitglied der Bundesversammlung. Sie ist Fraktionsvorsitzende der Partei Die Linke im Kreistag des Landkreises Leipzig.
Sie gehörte dem Kuratorium der Sächsischen Landeszentrale für politische Bildung an.